# Drycothaea vulcanica
Drycothaea vulcanica es una especie de escarabajo longicornio del género Drycothaea, familia Cerambycidae. Fue descrita científicamente por Martins & al. en 2016.
Habita en Ecuador. Los machos y las hembras miden aproximadamente 14,6 mm. El período de vuelo de esta especie ocurre en el mes de octubre.